# Кал Стронґ
Кал Стронґ (англ. Cal Strong, 12 серпня 1907 — 27 січня 2001) — американський ватерполіст.
Бронзовий призер Олімпійських Ігор 1932 року.